# 竜川村 (香川県)
竜川村（たつかわむら）は、かつて香川県仲多度郡に存在した村である。

## 歴史
- 1890年（明治23年）2月15日 - 町村制施行に伴い、那珂郡原田村（はらだむら）、金藏寺村（こんぞうじむら）、木徳村（きとくむら）が合併し、龍川村が発足。
- 1899年（明治32年）4月1日 - 那珂郡が多度郡と合併し、仲多度郡となる。
- 1925年（大正14年） - 小作争議が激化。金倉寺の伽藍に地主、小作人、警官が集まり仲裁が行われた[2]。
- 1954年（昭和29年）3月31日 - 善通寺町・吉原村・与北村・筆岡村と新設合併し、善通寺市となる。同日付で竜川村を廃止。

## 出身有名人
- 円珍